# Xestoblatta tingomariensis
Xestoblatta tingomariensis är en kackerlacksart som beskrevs av Rocha e Silva 1962. Xestoblatta tingomariensis ingår i släktet Xestoblatta och familjen småkackerlackor.
Artens utbredningsområde är Peru. Inga underarter finns listade i Catalogue of Life.